# 利迪亚诺波利斯
利迪亚诺波利斯是巴西巴拉那州的一个市镇。总面积169.138平方公里，总人口4151人，人口密度24.5人/平方公里。